# ترتليني
التُّرتِلِّيني أو (نقحرة: تورتيليني) (Tortellini) هي معكرونة على شكل حلقات، وأحيانا يتم وصفها أيضا كشكل السرة، وبذلك سُميت بأسماء بديلة مثل سرة البطن.
وعادةً ما تكون محشوة بمزيج من اللحوم أو الجبن. يأتي في الأصل من منطقة إيميليا الإيطالية (ولاسيما من بولونيا ومودنة) وعادةً ما يتم تقديمها مع المرق، إما من اللحم أو الدجاج أو كليهما. تظهر التُّرتِلِّيني أو الترتلوني وهي (مشابهة للتُّرتِلِّيني لكنها أكبر حجماً، مع الجبن و/أو محشوة بالخضروات) في مواقع عديدة من جميع أنحاء العالم إما معبأة أو مبردة أو مجمدة. وخاصاً عندما تكون هناك مجتمعات إيطالية كبيرة. يتم تصنيع التُّرتِلِّيني والترتلوني في أسواق تزويد الخطوط الصناعية الأوربية في أوروبا وابعد من ذلك. وعادةً ما تأخذ التُّرتِلِّيني المعبأة والطازجة 7 أسابيع من فترة صلاحيتها.

## الأصول
أصل التُّرتِلِّيني غامض على الرغم من أن العديد من الأساطير تدّعي أنها من أصولها.
ثمة تقليد محلي قوي على أن هذا الطبق أصله من فرنكو إميليا (في مقاطعة مودنة) بقيت لوكريسيا بورجيا في نزل في بلدة صغيرة ليلة واحدة خلال رحلتها، وأثناء الليل أصبح مدير النزل أسيرا لجمال لوكريسيا حيث انه لم يقاوم رغبته في نظرة خاطفة إلى غرفتها من خلال ثقب المفتاح.
كانت غرفة النوم مضاءة بشموع قليلة حتى تمكن بالكاد من رؤية سرتها. وكانت هذه الرؤية النقية والبريئة كافية لإرساله إلى النشوة التي الهمته لإنشاء التُّرتِلِّيني في تلك الليلة.

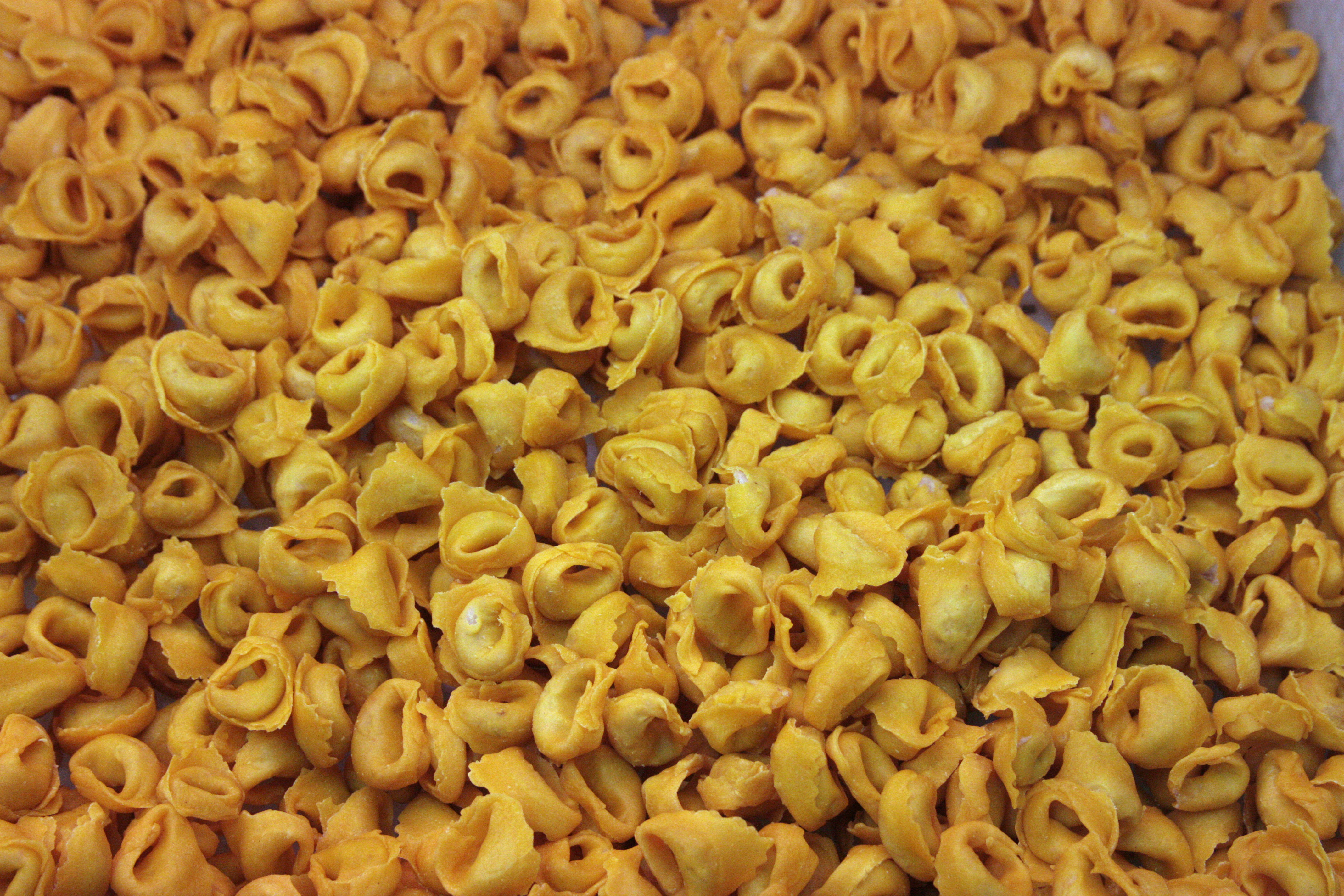
تُرتِلِّيني مودنة

نشأ تفسير آخر لكن مشابه للخيال في القرون الوسطى الإيطالية، يروي كيف وصل كوكبا الزهرة والمشتري في حانة على مشارف بولونيا في ليلة من الليالي، حيث انه سئم من مشاركتهم في معركة بين مودنة وبولونيا.
بعد الكثير من الطعام والشراب، اشترك الكوكبان الغرفة. فقام صاحب النُزل بمتابعة الاثنين لأنه أنفتن بهم واسترق النظر إليهم خلال ثقب المفتاح. كل ما أمكنه ان يراه هو سرة الزهرة. ثم بعد ذلك، هلع إلى المطبخ وهو مفتون وقام بإنشاء التُّرتِلِّيني كما صورها في خياله.

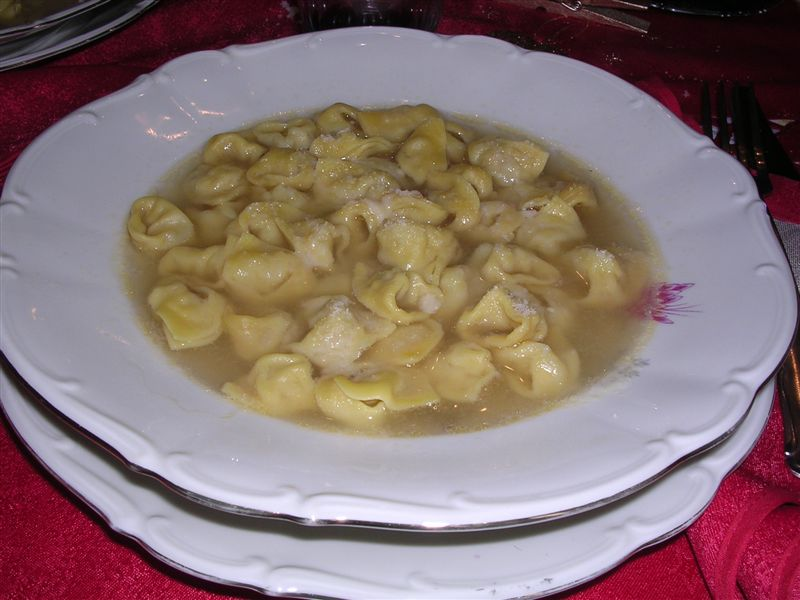
حساء التُّرتِلِّيني

وأخيراً، تفسير الادعاء الثالث انه يتم إنتاج التُّرتِلِّيني على شكل سلحفاة في محاولة لتكرار المعالم المعمارية الشهيرة في مودنة حيث يشار إلى العديد من المباني في القرن السابع عشر إلى الرسم المتكرر لشكل السلحفاة.

## المقارنة بالترتلوني
الترتلوني هي معكرونة بنفس شكل التُّرتِلِّيني ولكنها أكبر حجماً. عادةً ما تكون حجمها 5 غرام أما حجم التُّرتِلِّيني 2 غرام.
يمكن حشو كلا من الترتلوني و التُّرتِلِّيني بتشكيلة واسعة من الأطعمة إلا أن حشو الترتلوني باللحوم هو أقل الخيارات شيوعاً.
تقدم التُّرتِلِّيني مع الصلصة أو في المرق. ولكن نادراً ما تقدم الترتلوني مع المرق.